# جان هیر (بازیگر)
جان هیر (انگلیسی: John Hare؛ تولد:۱۶ مه ۱۸۴۴ – مرگ:۲۸ دسامبر ۱۹۲۱) هنرپیشه اهل کشور بریتانیا بود. وی در شهر یورک‌شر زاده شد. این بازیگر برای اولین بار در سال ۱۸۶۴ به روی صحنهٔ تئاتر رفت.